# Adam Musiał
Adam Musiał (Wieliczka, 18 dicembre 1948 – Cracovia, 18 novembre 2020) è stato un calciatore polacco, di ruolo difensore.

## Carriera
Con la nazionale polacca prese parte ai Mondiali 1974, chiusi al terzo posto, disputando da titolare 6 dei 7 incontri disputati (non scese in campo solo nella sfida della seconda fase contro la Svezia).

## Palmarès

### Club

#### Competizioni internazionali
- Coppa Piano Karl Rappan: 3

Wisla Cracovia: 1969, 1970, 1973